# Shogo Akada
Shogo Akada (赤田 将吾, Akada Shogo) est né le 1er septembre 1980 à Kagoshima, au Japon.
Ancien joueur professionnel de baseball, il poursuit sa carrière au sein de la Nippon Professional Baseball.